# Quintanilla de las Torres
Quintanilla de las Torres ist ein spanischer Ort in der Provinz Palencia der Autonomen Gemeinschaft Kastilien und León. Der Ort gehört zu Pomar de Valdivia, er liegt sieben Kilometer nördlich vom Hauptort der Gemeinde. Quintanilla de las Torres ist über die Autobahn A-67 zu erreichen. Der Ort besitzt einen Bahnhof an der Eisenbahnverbindung Santander-Palencia.

## Sehenswürdigkeiten
- Kirche Santa María, erbaut im 16. Jahrhundert mit Resten eines spätromanischen Vorgängerbaus. Ein romanisches Portal dieser alten Kirche wurde als Eingang des Friedhofs, außerhalb des Ortes liegend, wiederverwendet.